# Prudente de Morais
Prudente José de Morais Barros (ur. 4 października 1841 w Itu, zm. 3 grudnia 1902 w Piracicaba) – brazylijski polityk.
Był trzecim prezydentem Brazylii (1894–1898). Przed objęciem stanowiska głowy państwa sprawował funkcje gubernatora stanu São Paulo (1889–1890) oraz przewodniczącego Zgromadzenia Konstytucyjnego.